# Paratyndaris acaciae
Paratyndaris acaciae är en skalbaggsart som beskrevs av Knull 1937. Paratyndaris acaciae ingår i släktet Paratyndaris och familjen praktbaggar. Inga underarter finns listade i Catalogue of Life.